# Marrocos nos Jogos Olímpicos de Verão de 2020
Marrocos participa nos Jogos Olímpicos de Verão de 2020 em Tóquio. Originalmente programado para acontecer durante o verão de 2020, os Jogos foram adiados para 23 de julho para 8 de agosto de 2021, por causa da pandemia COVID-19. É a 15.ª participação do país nos Jogos Olímpicos de Verão.

## Competidores
A seguir está uma lista do número de competidores marroquinos nos Jogos.
| Esporte              | Homens | Mulheres | Total |
| -------------------- | ------ | -------- | ----- |
| Atletismo            | 13     | 3        | 16    |
| Boxe                 | 4      | 3        | 7     |
| Canoagem             | 1      | 1        | 2     |
| Ciclismo             | 1      | 0        | 1     |
| Equestre             | 4      | 0        | 4     |
| Esgrima              | 1      | 0        | 1     |
| Golfe                | 0      | 1        | 1     |
| Judo                 | 0      | 2        | 2     |
| Karatê               | 0      | 1        | 1     |
| Remo                 | 0      | 1        | 1     |
| Filmagem             | 0      | 1        | 1     |
| Surfando             | 1      | 0        | 1     |
| Taekwondo            | 1      | 2        | 3     |
| Triatlo              | 1      | 0        | 1     |
| Vôlei                | 2      | 0        | 2     |
| Levantamento de peso | 1      | 0        | 1     |
| Luta livre           | 1      | 0        | 1     |
| Total                | 32     | 17       | 48    |

## Atletismo
Os atletas marroquinos alcançaram os padrões de inscrição, seja por tempo de qualificação ou por classificação mundial, nas seguintes provas de atletismo (até um máximo de 3 atletas em cada prova):
- Note–Ranks given for track events are within the athlete's heat only
- Q = Qualified for the next round
- q = Qualified for the next round as a fastest loser or, in field events, by position without achieving the qualifying target
- NR = National record
- N/A = Round not applicable for the event
- Bye = Athlete not required to compete in round

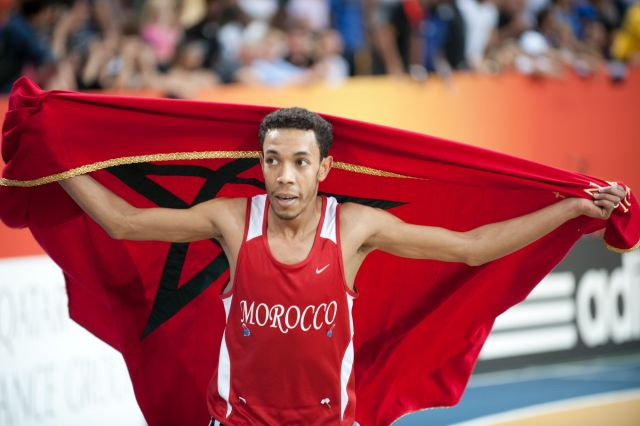
Abdalaati Iguider

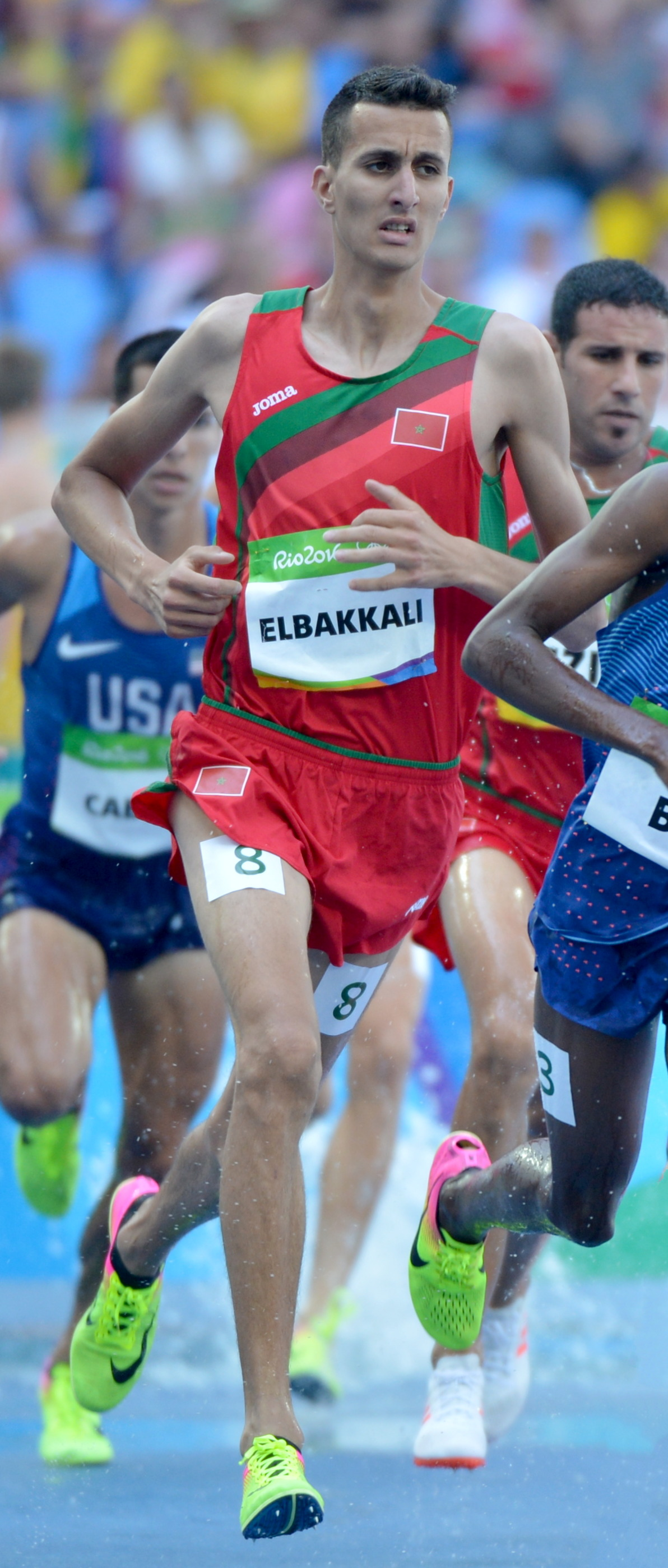
Soufiane El Bakkali

Eventos de pista e estrada
Homens
| Atleta | Evento | Aquecer   | Aquecer       | Semifinal | Semifinal     | Final     | Final         |
| Atleta | Evento | Resultado | Classificação | Resultado | Classificação | Resultado | Classificação |
| --- | --- | --------- | ------------- | --------- | ------------- | --------- | ------------- |
| Mostafa Smaili | 800 m |           |               |           |               |           |               |
| Oussama Nabil | 800 m |           |               |           |               |           |               |
| Abdelati El Guesse | 800 m |           |               |           |               |           |               |
| Abdellatif Sadiki | 1500 m |           |               |           |               |           |               |
| anass saai | 1500 m |           |               |           |               |           |               |
| Soufiane El Bakkali | 1500 m |           |               |           |               |           |               |
| Soufiyan Bouqantar | 5000 m |           |               |           |               |           |               |
| Zouhair Talbi | 5000 m |           |               |           |               |           |               |
| Zouhair Talbi | 10000 m \|colspan=4 style="background: #ececec; color: grey; vertical-align: middle; text-align: center; " class="table-na"\|—  |           |               |           |               |           |               |
| Abdelkarim Ben Zahra | 3000 m com obstáculos |           | —             | —         |               |           |               |
| Soufiane El Bakkali | 3000 m com obstáculos |           | —             | —         |               |           |               |
| Mohamed Tindouft | 3000 m com obstáculos |           | —             | —         |               |           |               |
| Mohamed Reda El Aaraby | Maratona \|colspan=4 style="background: #ececec; color: grey; vertical-align: middle; text-align: center; " class="table-na"\|— |           |               |           |               |           |               |
| Othmane El Goumri \|colspan=4 style="background: #ececec; color: grey; vertical-align: middle; text-align: center; " class="table-na"\|— | Maratona \|colspan=4 style="background: #ececec; color: grey; vertical-align: middle; text-align: center; " class="table-na"\|— |           |               |           |               |           |               |
| Hamza Sahli \|colspan=4 style="background: #ececec; color: grey; vertical-align: middle; text-align: center; " class="table-na"\|—       | Maratona \|colspan=4 style="background: #ececec; color: grey; vertical-align: middle; text-align: center; " class="table-na"\|— |           |               |           |               |           |               |

Mulheres
| Rababe Arafi   | 800 m |  |  |  |  |  |  |  |  |
| Rababe Arafi   | 1500 m |  |  |  |  |  |  |  |  |
| Siham Hilali   | 5000 m |  |  |  |  |  |  |  |  |
| Rkia El Moukim | Maratona \|colspan=4 style="background: #ececec; color: grey; vertical-align: middle; text-align: center; " class="table-na"\|— |  |  |  |  |  |  |  |  |

## Boxe
Marrocos inscreveu seis boxeadores (três por gênero) no torneio olímpico. A olímpica Khadija El-Mardi do Rio 2016, junto com cinco novatos (Baala, Nadir, Assaghir, Cheddar e Bel Ahbib), garantiram suas vagas avançando para a partida final de suas respectivas categorias de peso no Torneio de Qualificação Africano 2020 em Diamniadio, Senegal.
Homens
| Atleta           | Evento | Rodada de 32       | Rodada de 16       | Quartas de final   | Semifinais         | Final              | Final         |
| Atleta           | Evento | Oposição Resultado | Oposição Resultado | Oposição Resultado | Oposição Resultado | Oposição Resultado | Classificação |
| ---------------- | --- | ------------------ | ------------------ | ------------------ | ------------------ | ------------------ | ------------- |
| Mohamed Hamout   | Pena |                    |                    |                    |                    |                    |               |
| Abdelhaq Nadir   | Leve |                    |                    |                    |                    |                    |               |
| Mohamed Assaghir | Peso-pesado leve |                    |                    |                    |                    |                    |               |
| Youness Baala    | Peso pesado \|style="background: #ececec; color: grey; vertical-align: middle; text-align: center; " class="table-na"\|— |                    |                    |                    |                    |                    |               |

## Canoagem

### Slalom
Os canoistas marroquinos qualificaram um barco para cada uma das seguintes classes no Campeonato Africano de Canoagem Slalom de 2021 em La Seu d'Urgell, Espanha.
| Atleta | Evento        | Preliminares | Preliminares  | Preliminares | Preliminares  | Preliminares | Preliminares  | Semifinal | Semifinal     | Final | Final         |
| Atleta | Evento        | Corrida 1    | Classificação | Run 2        | Classificação | Melhor       | Classificação | Tempo     | Classificação | Tempo | Classificação |
| ------ | ------------- | ------------ | ------------- | ------------ | ------------- | ------------ | ------------- | --------- | ------------- | ----- | ------------- |
|        | K-1 Masculino |              |               |              |               |              |               |           |               |       |               |
|        | K-1 Feminino  |              |               |              |               |              |               |           |               |       |               |

## Ciclismo

### Estrada
Marrocos inscreveu um corredor para competir na corrida olímpica masculina de estrada, em virtude de sua classificação nacional entre os 50 primeiros (para homens) no Ranking Mundial da UCI.
| Atleta | Evento                   | Tempo | Classificação |
| ------ | ------------------------ | ----- | ------------- |
|        | Corrida de rua masculina |       |               |

## Hipismo
Marrocos inscreveu um cavaleiro de adestramento na competição equestre olímpica, terminando entre os dois primeiros, fora da seleção de grupos, do Ranking Olímpico da FEI individual para o Grupo F (África e Oriente Médio). Enquanto isso, um esquadrão de três cavaleiros de salto foi adicionado ao elenco marroquino ao aceitar uma vaga perdida do Catar, como a próxima equipe com melhor classificação, ainda não qualificada, na qualificação olímpica designada pela Federação Equestre Internacional (FEI) para o Grupo F em Rabat.

### Adestramento
| Atleta          | Cavalo          | Evento     | grande Prêmio | grande Prêmio | Grand Prix Freestyle | Grand Prix Freestyle | No geral  | No geral      |
| Atleta          | Cavalo          | Evento     | Pontuação     | Classificação | Técnico              | Artístico            | Pontuação | Classificação |
| --------------- | --------------- | ---------- | ------------- | ------------- | -------------------- | -------------------- | --------- | ------------- |
| Yessin Rahmouni | Tudo de uma vez | Individual |               |               |                      |                      |           |               |

Legenda da qualificação: Q = Qualificado para a final; q = Qualificado para a final como  um perdedor sortudo

### Saltos
Boukaa El-Ghali e Ugolino du Clos foram nomeados os suplentes viajantes.
| Atleta                                       | Cavalo                    | Evento     | Qualificação | Qualificação  | Final       | Final         | Total       | Total         |
| Atleta                                       | Cavalo                    | Evento     | Penalidades  | Classificação | Penalidades | Classificação | Penalidades | Classificação |
| -------------------------------------------- | ------------------------- | ---------- | ------------ | ------------- | ----------- | ------------- | ----------- | ------------- |
| Ali Al-Ahrach                                | USA de Riverland          | Individual |              |               |             |               |             |               |
| Samy Colman                                  | Davino Q                  | Individual |              |               |             |               |             |               |
| Abdelkebir Ouaddar                           | Istanbull vh Ooievaarshof | Individual |              |               |             |               |             |               |
| Ali Al-Ahrach Samy Colman Abdelkebir Ouaddar | Veja acima                | Equipe     |              |               |             |               |             |               |

## Esgrima
Marrocos inscreveu um esgrimista na competição olímpica. Houssam El-Kord conquistou um lugar na espada masculina como o esgrimista mais bem classificado que disputa a qualificação da África no Ranking Oficial Ajustado da FIE.
| Atleta          | Evento           | Rodada de 64       | Rodada de 32       | Rodada de 16       | Quartas de final   | Semifinal          | Final / BM         | Final / BM    |
| Atleta          | Evento           | Oposição Pontuação | Oposição Pontuação | Oposição Pontuação | Oposição Pontuação | Oposição Pontuação | Oposição Pontuação | Classificação |
| --------------- | ---------------- | ------------------ | ------------------ | ------------------ | ------------------ | ------------------ | ------------------ | ------------- |
| Houssam El-Kord | Espada masculina |                    |                    |                    |                    |                    |                    |               |

## Golfe
Marrocos inscreveu um jogador de golfe no torneio olímpico. Maha Haddioui (nº 418 do mundo) se classificou diretamente entre as 60 melhores jogadoras elegíveis para o evento feminino com base no IGF World Rankings em 29 de julho de 2021.
| Atleta        | Evento   | Rodada 1  | 2 ª rodada | Rodada 3  | Rodada 4  | Total     | Total | Total         |
| Atleta        | Evento   | Pontuação | Pontuação  | Pontuação | Pontuação | Pontuação | Par   | Classificação |
| ------------- | -------- | --------- | ---------- | --------- | --------- | --------- | ----- | ------------- |
| Maha Haddioui | mulheres |           |            |           |           |           |       |               |

## Judo
O Marrocos inscreveu duas judocas femininas no torneio olímpico com base no Ranking Individual das Olimpíadas da Federação Internacional de Judô.
| Atleta         | Evento          | Rodada de 32       | Rodada de 16       | Quartas de final   | Semifinais         | Repescagem         | Final / BM         | Final / BM    |
| Atleta         | Evento          | Oposição Resultado | Oposição Resultado | Oposição Resultado | Oposição Resultado | Oposição Resultado | Oposição Resultado | Classificação |
| -------------- | --------------- | ------------------ | ------------------ | ------------------ | ------------------ | ------------------ | ------------------ | ------------- |
| Soumiya Iraoui | -52 kg feminino |                    |                    |                    |                    |                    |                    |               |
| Assmaa Niang   | –70 kg feminino |                    |                    |                    |                    |                    |                    |               |

## Karatê
Marrocos inscreveu um carateca no torneio olímpico inaugural. Btissam Sadini se classificou diretamente para a categoria de kumite feminino de 61 kg ao vencer a rodada final da piscina no Torneio de Qualificação Olímpica Mundial de 2021 em Paris, França.
| Atleta         | Evento          | Rodada de 16       | Quartas de final   | Semifinais         | Repescagem         | Final / BM         | Final / BM    |
| Atleta         | Evento          | Oposição Resultado | Oposição Resultado | Oposição Resultado | Oposição Resultado | Oposição Resultado | Classificação |
| -------------- | --------------- | ------------------ | ------------------ | ------------------ | ------------------ | ------------------ | ------------- |
| Btissam Sadini | -61 kg feminino |                    |                    |                    |                    |                    |               |

## Remo
O Marrocos se classificou um barco no single scull feminino para os Jogos, terminando em quarto lugar na final A e garantindo a segunda de cinco vagas disponíveis na Regata de Qualificação Olímpica Africana FISA 2019 em Tunis, Tunísia, marcando a estreia do país no esporte.
| Atleta          | Evento                     | Aquece | Aquece        | Repescagem | Repescagem    | Quartas de final | Quartas de final | Semifinais | Semifinais    | Final | Final         |
| Atleta          | Evento                     | Tempo  | Classificação | Tempo      | Classificação | Tempo            | Classificação    | Tempo      | Classificação | Tempo | Classificação |
| --------------- | -------------------------- | ------ | ------------- | ---------- | ------------- | ---------------- | ---------------- | ---------- | ------------- | ----- | ------------- |
| Sarah Fraincart | Sculls solteiros femininos |        |               |            |               |                  |                  |            |               |       |               |

Legenda da qualificação: FA = Final A (medalha); FB = Final B (sem medalha); FC = Final C (sem medalha); FD = Final D (sem medalha); FE = Final E (sem medalha); FF = Final F (sem medalha); SA / B = semifinais A / B; SC / D = semifinais C / D; SE / F = semifinais E  / F; QF = quartas de final; R = Repescagem

## Tiro
Os atiradores marroquinos alcançaram cota de vagas para os eventos a seguir em virtude de seus melhores resultados no Campeonato Mundial ISSF 2018, na série da Copa do Mundo ISSF 2019 e no Campeonato Africano, desde que obtivessem uma pontuação mínima de qualificação (MQS) até 31 de maio de 2020.
| Atleta | Evento         | Qualificação | Qualificação  | Final  | Final         |
| Atleta | Evento         | Pontos       | Classificação | Pontos | Classificação |
| ------ | -------------- | ------------ | ------------- | ------ | ------------- |
|        | Skeet feminino |              |               |        |               |

## Surfing
O Marrocos enviou um surfista para competir na prancha curta masculina nos Jogos. Ramzi Boukhiam garantiu uma vaga de qualificação para seu país, como o surfista com a melhor classificação e o último remanescente da África, nos ISA World Surfing Games 2019 em Miyazaki, Japão.
| Atleta         | Evento                  | Rodada 1           | 2 ª rodada         | Rodada 3           | Quartas de final   | Semifinal          | Final / BM         | Final / BM    |
| Atleta         | Evento                  | Oposição Resultado | Oposição Resultado | Oposição Resultado | Oposição Resultado | Oposição Resultado | Oposição Resultado | Classificação |
| -------------- | ----------------------- | ------------------ | ------------------ | ------------------ | ------------------ | ------------------ | ------------------ | ------------- |
| Ramzi Boukhiam | Prancha curta masculina |                    |                    |                    |                    |                    |                    |               |

## Taekwondo
Marrocos inscreveu três atletas na competição de taekwondo nos Jogos. Achraf Mahboubi, Oumaima El-Bouchti e Nada Laaraj garantiram as vagas no time marroquino com uma classificação entre os dois primeiros no meio-médio masculino (80 kg), peso mosca feminino (49 kg) e categoria leve feminina (57 kg), respectivamente, no Torneio de Qualificação Africano 2020 em Rabat.
| Atleta             | Evento          | Rodada de 16       | Quartas de final   | Semifinais         | Repescagem         | Final / BM         | Final / BM    |
| Atleta             | Evento          | Oposição Resultado | Oposição Resultado | Oposição Resultado | Oposição Resultado | Oposição Resultado | Classificação |
| ------------------ | --------------- | ------------------ | ------------------ | ------------------ | ------------------ | ------------------ | ------------- |
| Achraf Mahboubi    | 80 kg masculino |                    |                    |                    |                    |                    |               |
| Oumaima El-Bouchti | 49 kg feminino  |                    |                    |                    |                    |                    |               |
| Nada Laaraj        | 57 kg feminino  |                    |                    |                    |                    |                    |               |

## Triatlo
Pela primeira vez desde que o triatlo foi incluído nos Jogos Olímpicos, o triatleta marroquino Mehdi Essadiq tornou-se com sucesso o primeiro triatleta marroquino a se classificar para os Jogos Olímpicos de triatlo.
Individual
| Atleta        | Evento    | Nadar (1,5 km) | Trans 1 | Bicicleta (40 km) | Trans 2 | Executar (10 km) | Tempo total | Classificação |
| ------------- | --------- | -------------- | ------- | ----------------- | ------- | ---------------- | ----------- | ------------- |
| Mehdi Essadiq | masculino |                |         |                   |         |                  |             |               |

## Voleibol

### Voleibol de praia
As equipes de voleibol de praia masculino do Marrocos se classificaram diretamente para as Olimpíadas depois de ganhar a medalha de ouro na final da Copa CAVB Continental 2018-2020 em Agadir.
| Atleta                          | Evento    | Rodada preliminar  | De pé | Rodada de 16       | Quartas de final   | Semifinais         | Final / BM         | Final / BM    |
| Atleta                          | Evento    | Oposição Pontuação | De pé | Oposição Pontuação | Oposição Pontuação | Oposição Pontuação | Oposição Pontuação | Classificação |
| ------------------------------- | --------- | ------------------ | ----- | ------------------ | ------------------ | ------------------ | ------------------ | ------------- |
| Zouheir Elgraoui Mohamed Abicha | masculino |                    |       |                    |                    |                    |                    |               |

## Halterofilismo
Marrocos inscreveu um levantador de peso masculino na competição olímpica. Abderrahim Moum liderou a lista de levantadores de peso da África na categoria até 73 kg masculino com base no IWF Absolute Continental Rankings.
| Atleta          | Evento           | Arrebatar | Arrebatar     | Clean & Jerk | Clean & Jerk  | Total | Classificação |
| Atleta          | Evento           | Resultado | Classificação | Resultado    | Classificação | Total | Classificação |
| --------------- | ---------------- | --------- | ------------- | ------------ | ------------- | ----- | ------------- |
| Abderrahim Moum | -73 kg masculino |           |               |              |               |       |               |

## Wrestling
Marrocos qualificou um lutador para o Greco-Romano 77 masculino kg para a competição olímpica, progredindo para as duas primeiras finais no Torneio de Qualificação da África e Oceania 2021 em Hammamet, Tunísia.
Key:
- VT (ranking points: 5–0 or 0–5) – Victory by fall.
- VB (ranking points: 5–0 or 0–5) – Victory by injury (VF for forfeit, VA for withdrawal or disqualification)
- PP (ranking points: 3–1 or 1–3) – Decision by points – the loser with technical points.
- PO (ranking points: 3–0 or 0–3) – Decision by points – the loser without technical points.
- ST (ranking points: 4–0 or 0–4) – Great superiority – the loser without technical points and a margin of victory of at least 8 (Greco-Roman) or 10 (freestyle) points.
- SP (ranking points: 4–1 or 1–4) – Technical superiority – the loser with technical points and a margin of victory of at least 8 (Greco-Roman) or 10 (freestyle) points.

Greco-romana masculina
| Atleta          | Evento | Rodada de 16       | Quartas de final   | Semifinal          | Repescagem         | Final / BM         | Final / BM    |
| Atleta          | Evento | Oposição Resultado | Oposição Resultado | Oposição Resultado | Oposição Resultado | Oposição Resultado | Classificação |
| --------------- | ------ | ------------------ | ------------------ | ------------------ | ------------------ | ------------------ | ------------- |
| Zied Ayet Ikram | -77 kg |                    |                    |                    |                    |                    |               |